# Anders Leijonhielm (1727–1792)
Anders Leijonhielm, född 31 oktober 1727 på Dala i Grebo socken, Östergötlands län, död 22 november 1792 i Linköping, var en svensk friherre, hovman och militär.
Anders Leijonhielm var son till ryttmästaren Gerhard Leijonhielm och Anna Maria Sinclair. Han blev volontär vid Östgöta kavalleriregemente 1740, korpral där 1745, kvartermästare 1747, premiäradjutant 1751, kornett 1757, löjtnant 1758 och ryttmästare 1760. Åren 1757–1760 deltog Leijonhielm i Pommerska kriget. Han blev regementskvartermästare 1761, kammarherre hos Lovisa Ulrika 1770, major i armén 1772 och vid regementet 1775. År 1777 blev Leijonhielm överstelöjtnant i armén och senare samma år vid Livdragonregementet. Han blev överste 1781 och var 1781–1791 chef för regementet. År 1787 befordrades Leijonhielm till generalmajor. Han blev 1761 riddare och 1787 kommendör av Svärdsorden.